# Gobierno Regional de Tarapacá
El Gobierno Regional de Tarapacá es el órgano con personalidad jurídica de derecho público y patrimonio propio, que tiene a su cargo la administración superior de la Región de Tarapacá, Chile, y cuya finalidad es el desarrollo social, cultural y económico de ésta. Tiene su sede en la capital regional, la ciudad de Iquique.
Está constituido por el Gobernador Regional y el Consejo Regional.

## Gobernador de la Región de Tarapacá
Dentro de las facultades que le corresponden al gobernador, es ser el órgano ejecutivo del gobierno regional, correspondiéndole presidir el consejo regional y ejercer las funciones y atribuciones que la ley orgánica constitucional determine, en coordinación con los demás órganos y servicios públicos creados para el cumplimiento de la función administrativa. Asimismo, le corresponde la coordinación, supervigilancia o fiscalización de los servicios públicos que dependan o se relacionen con el gobierno regional, sin embargo su figura no es un representante del presidente de la República en la región, para tal representación la ley 20.990 creó el cargo de  Delegado Presidencial Regional de Tarapacá.
Desde el 14 de julio de 2021 el gobernador regional es José Miguel Carvajal (Ind.), luego de ser electo en las Elecciones regionales de 2024.

## Consejo Regional de Tarapacá
El Consejo Regional de la Región de Tarapacá es un órgano de carácter normativo, resolutivo y fiscalizador, dentro del ámbito propio de competencia del Gobierno Regional, encargado de hacer efectiva la participación de la ciudadanía regional y ejercer las atribuciones que la ley orgánica constitucional respectiva le encomienda.
Está integrado por 14 consejeros elegidos por sufragio universal en votación directa, en las 2 circunscripciones -Iquique y Tamarugal- en que se divide la región, que duran 4 años en sus cargos y pueden ser reelegidos hasta por dos periodos.

### Listado de consejeros regionales
El consejo regional está compuesto, para el periodo 2025-2029, por:
| Provincia | Consejero                  | Partido | Partido    | Periodo                      |
| --------- | -------------------------- | ------- | ---------- | ---------------------------- |
| Iquique   | Sergio Assarella Alvarado  |         | PR         | Desde el 6 de enero de 2025  |
| Iquique   | Luis Domingo Milla         |         | PDG        | Desde el 6 de enero de 2025  |
| Iquique   | Giovanna Trincado Avilés   |         | RN         | Desde el 6 de enero de 2025  |
| Iquique   | Nestor Jofré Núñez         |         | RN         | Desde el 6 de enero de 2025  |
| Iquique   | Francisco Lincheo Torrejón |         | Demócratas | Desde el 6 de enero de 2025  |
| Iquique   | Mauricio Schmidt Silva     |         | UDI        | Desde el 6 de enero de 2025  |
| Iquique   | Lorena Ramírez Palma       |         | PRCh       | Desde el 6 de enero de 2025  |
| Iquique   | Anally Ferreira Herrera    |         | PDC        | Desde el 6 de enero de 2025  |
| Iquique   | Lautaro Lobos Lara         |         | PPD        | Desde el 6 de enero de 2025  |
| Iquique   | Octavio López Ávalos       |         | AC         | Desde el 6 de enero de 2025  |
| Iquique   | Jorge Muñoz González       |         | PRCh       | Desde el 6 de enero de 2025  |
| Tamarugal | Hugo Estica Esteban        |         | PDC        | Desde el 11 de marzo de 2025 |
| Tamarugal | Eduardo Mamani Mamani      |         | RN         | Desde el 11 de marzo de 2018 |
| Tamarugal | Lucero Callpa Flores       |         | PDC        | Desde el 6 de enero de 2025  |